# クワイ＝ガン・ジン
クワイ＝ガン・ジン（クワイ＝ゴン・ジン、Qui-Gon Jinn）は、アメリカのSF映画『スター・ウォーズ』シリーズの登場人物である。日本語版の吹き替えは津嘉山正種が担当した。『CRフィーバースター・ウォーズ ダース・ベイダー降臨』では大塚周夫が担当している。『ロボット・チキン』では石井康嗣が担当している。『スター・ウォーズ ギャラクティック・バトルグラウンド』と『ニュー・ヨーダ・クロニクル』と『ドロイド・テイルズ』では土師孝也が担当している。

## 概要
ジェダイ・マスターであり、オビ＝ワン・ケノービの師匠でもある。リーアム・ニーソンが演じており、『スター・ウォーズ エピソード1/ファントム・メナス』に登場する。なお、一部（多くは書籍）において「クワイ＝ゴン・ジン」とされている場合がある。これは英語に "Gon" という単語がないために正確な音をカタカナで表記することが難しいためである。映画内では俳優達は「ゴン」と発音しているが、日本語表記においては現在はほとんど「ガン」で統一されている。名前は日本語の「開眼人」から来ているといわれていたがこれは誤った情報である。

## 人物

### ジェダイ・マスターとして
『エピソード2/クローンの攻撃』や『エピソード3/シスの復讐』に登場するドゥークー伯爵の弟子である。ジェダイ・マスターとしての実力は勿論のこと、その指導力も大変に高いがジェダイ評議会の意向を完全に無視し、弟子であるオビ＝ワンに心配されるシーンがあるなど型破りな人物でもある。
一方で評議会の固持してきた従来の正統教義に囚われない柔軟な発想を持ち、未来にではなく現在にその主眼を置いた「リビング・フォース」の概念に独自に着目していた。これが後にヨーダらによって立証された「フォースの冥界から戻り、不死に至る術」即ち死後に自らフォースと一体化することで自身の霊魂を現世に留める方法、後述の霊体化の秘術の体得へと繋がったのである。
クワイ＝ガンとオビ＝ワンは惑星ナブーと通商連合との紛争を調停する為にナブーへ派遣された。ナブーのパドメ・アミダラを救出して惑星タトゥイーンへと逃れた一行はアナキン・スカイウォーカーと出会う。ポッド・レースでの彼の並外れた才能にクワイ＝ガンはそれがフォースによるものであることに気づいた。ポッド・レースで優勝したアナキンは奴隷から解放され、惑星コルサントへと向かう彼ら一行に加わった。
やがて一行はコルサントへと到着し、そこでクワイ＝ガンは出迎えたヴァローラム最高議長に評議会を招集するよう要請する。評議会の場でクワイ＝ガンはタトゥイーンで突如として自分を襲ってきた謎の男（ダース・モール）がジェダイでないにもかかわらずライトセーバーとジェダイの武術を使っていたことからかつて存在したが既に滅びたとされていた「シスの暗黒卿」ではないかと警告する。これについての話が終わり、事が済んだと思っていたオビ＝ワンが退室しようとするがクワイ＝ガンは「もう一つ報告することがあります。」と口にし、アナキンについて説明する。そしてアナキンがジェダイの修業を認めるかどうかのテストが行われ、そこでクワイ＝ガンは「修業を認められるのならば私が指導したい」と願うも「一度に複数の弟子を持つことはジェダイの掟により認められていない。」と断られるが、クワイ＝ガンは弟子のオビ＝ワンについて「彼はすでに一人前です。」と説明する。これはオビ＝ワンをジェダイ・ナイトへと昇格させた上で新しい弟子としてアナキンを指導するのを認めてもらうための方便でもあったがオビ＝ワンを高く評価しているが故の発言でもあった。
だがヨーダは「未来が曇っている。」とアナキンがジェダイになることに難色を示し、他の評議員も同様であった。このためアナキンがジェダイの修業を受けることは無ければオビ＝ワンが昇格することも無く、代わりに得たものは「引き続きオビ＝ワンと共にアミダラ女王の警護をせよ。」という従来の任務の続行命令であった。
ナブーに戻った彼らは通商連合が仕向けたシスの暗黒卿ダース・モールと戦う。オビ＝ワンと共にダース・モールと戦うが二対一という優位にもかかわらず仕留めるには至らなかった。さらに途中でオビ＝ワンと切り離され、一対一の戦いで腹部を貫かれ敗北し致命傷を負ってしまう。その後ダース・モールはオビ＝ワンに倒され、クワイ＝ガンはアナキンにジェダイの訓練を受けさせることをオビ＝ワンに約束させて死亡し、3日後にオビ＝ワンやアナキンたちに見守られながら荼毘にふされた。
結果としてクワイ＝ガン自らはアナキンにフォースに基づく助言を与えることは出来ても本格的な修行を行うことは出来なかったが、折しもアナキンは通商連合のドロイド軍の指揮中枢である司令船を撃沈してナブーの戦いをナブー側の勝利に導くという大活躍をしたことで評議会からジェダイの修業を受けるのを許され（ただし全面的な賛成ではなくヨーダは反対であった。）、さらにはオビ＝ワンがダース・モールを倒した功績でジェダイ・ナイトへ昇格したことによりクワイ＝ガンの望みはオビ＝ワンの手で叶えられることとなった。

### 霊体化の秘術
ダース・プレイガスと同様、死後にフォースの冥界から現世へと戻る方法について研究しており、最終的にフォースと一体化しつつも自我を保ち続ける方法を発見した。そのため『エピソード2/クローンの攻撃』にてアナキンがタトゥイーンに於いて母の敵討ちでタスケン・レイダーを大量虐殺した際に「Anakin! Anakin! Nooooooo!!(日本語：アナキン! アナキン! やめろぉぉぉぉぉぉ!!)」と叫ぶクワイ＝ガンの声をジェダイ聖堂で瞑想するヨーダが聞く場面がある。これを受け『オビ＝ワン・ケノービ』の最終話にて霊体としてオビ=ワンの前に姿を現わす。なお実写での登場は『ファントム・メナス』以来23年ぶり。
『エピソード3/シスの復讐』の終盤でオビ＝ワンはヨーダから別れ際にクワイ＝ガンがフォースと一体化しつつもなお自我を保っている事実とその境地に到る為の修行方法、そして死者との交信方法等を伝授されており、隠遁生活の中でも根強く修行と研究を続けて『エピソード4/新たなる希望』の時点では既にこの方術を体得していた。
これにより『エピソード5/帝国の逆襲』や『エピソード6/ジェダイの帰還』でオビ＝ワンやヨーダは死後に霊体としてルーク・スカイウォーカーの前に現れて助言をしている。また、アナキンが霊体化の修行を経ずとも霊体となれたのは元々アナキンがミディクロリアンの意志により生まれた「具現化されたフォースそのものとでも言える存在」であった為とされる。